# Gyretes sejugandus
Gyretes sejugandus is een keversoort uit de familie van schrijvertjes (Gyrinidae). De wetenschappelijke naam van de soort is voor het eerst geldig gepubliceerd in 1960 door Ochs.